# Đạo sư
Đạo sư (zh. 導師, sa. guru, bo. bla ma), cũng có khi được dịch theo âm Hán Việt là Cổ-Lỗ (zh. 古魯), nghĩa là Sư phụ, vị thầy dạy đạo. Theo một ý nghĩa riêng biệt – như trong trường hợp của các vị Đại thành tựu – thì người ta nên dịch chữ "guru" là Chân sư (zh. 真師), nếu hiểu chữ "Chân sư" ở đây đồng nghĩa với một vị thầy có đầy đủ những khả năng, thích hợp cho những môn đệ khác nhau, có thể nói là tuỳ cơ ứng biến, tuỳ chứng phát được.
Cần phân biệt rõ giữa Đạo sư và Chân sư. Đạo sư là người dạy đạo, truyền đạo. Chân sư là bậc đạo sư chân chánh, dạy đạo và đời, truyền đạo với những phát kiến mới có lợi ích cho cuộc sống nhân sinh.

## Các truyền thống về đạo sư
"Theo truyền thống của Ấn Độ giáo phân biệt ba vị Đạo sư: 
1. Cha mẹ, là người sinh thành thân thể, hiến tặng đời sống và giúp làm quen với các vấn đề trong cuộc đời; thầy giáo dạy các môn học của thế gian, hướng dẫn nghề nghiệp;
2. Đạo sư giúp tìm ra con đường đạo, tiến đến giải thoát;
3. "Đạo sư vũ trụ" (sa. avatāra, dịch sát nghĩa là "Đấng Giáng thế") là bậc giác ngộ, là hiện thân của sự Giác ngộ, của Chân như.

Về Đạo sư người ta thường đặt hai câu hỏi là: 
1. Trên con đường tu học giác ngộ, liệu có thật cần một Đạo sư hay không;
2. Đối với một Đạo sư, hành giả phải tuân lời đến mức nào.

Về câu hỏi thứ nhất, các Đạo sư Ấn Độ giáo hay dùng một thí dụ giản đơn: một người khách lạ tìm đường trong một thành phố. Người đó có hai cách, một là cứ lần lượt xem từng con đường, thế nào rồi cũng tìm ra, nhưng mất thời gian và nếu không may, có thể con đường cuối cùng mới đúng là con đường mình kiếm. Cách thứ hai là hỏi một người sống trong thành phố đó, người đó sẽ chỉ cách đi ngắn nhất đến đó. Đạo sư được xem là người sống tại "địa phương" của các phương pháp tu học. Mặt khác, trong kinh sách thường nói, một khi hành giả tiến tới một mức nhất định thì nội tâm sẽ biến thành Đạo sư, dẫn đường cho mình. Vì vậy trong kinh có dùng chữ Phạn antaryāmin, nghĩa là "người hướng đạo nội tại."
Nói về sự nghe lời Đạo sư thì quan niệm chung cho thấy rằng không bao giờ một Đạo sư chân thật lại ức chế học trò. Ngược lại học trò phải có một mối liên hệ thân thiết và tin tưởng nơi Đạo sư thì các vị đó mới có thể giúp đỡ được. Vị Đạo sư được xem là vĩ đại chính là Đức Phật Thích-ca thì lại khuyên mọi đệ tử nên nghe rồi tự mình trắc nghiệm các chân lý, không nên nhắm mắt tin vào ai, kể cả vào lời nói của một vị Phật (xem thêm A-xà-lê).